# 1935年英國大選
1935年英國大選舉辦於1935年11月14日。保守黨在這次選舉中雖然席次大幅減少，但仍然維持了議會中最大政黨的地位。國民自由黨的議席數也較為穩定。而國民工黨則在選舉中崩盤，甚至黨首拉姆齊麥克唐納都未當選。獨立工黨自1895年以來首次完全獨立於工黨參選。這次選舉也是蘇格蘭國家黨首次參與大選。大不列顛共產黨在這次選舉中時隔10年再次獲得席位。

## 外部連結
- 1935 Conservative manifesto（页面存档备份，存于）
- 1935 Labour manifesto
- 1935 Liberal manifesto（页面存档备份，存于）